# Henri Claverie
Pour les articles homonymes, voir Claverie.
Pas d'image ? Cliquez ici

a Compétitions nationales et continentales officielles uniquement.

b Matchs officiels uniquement.
Henri Claverie, est né le 21 janvier 1925 à Lourdes et mort le 11 octobre 2004 dans la même ville. C'est un joueur de rugby à XV, qui a joué avec l'équipe de France, le FC Lourdes et le Stadoceste tarbais au poste de demi d'ouverture puis d'arrière. 

## Carrière de joueur

### En club
- FC Lourdes jusqu'en 1954 ?
- Stadoceste tarbais à partir de 1954 ?

### En équipe nationale
Il a disputé son premier test match le 27 février 1954 contre l'équipe de Nouvelle-Zélande, et le dernier contre l'équipe du Pays de Galles le 27 mars 1954.

## Palmarès

### En club
- Champion de France (Bouclier de Brennus) : 1948, 1952 et 1953
- Challenge Yves du Manoir : 1953 et 1954
- Coupe de France : 1950 et 1951 (mais ne participe pas aux finales)

### En équipe nationale
- Sélections en équipe nationale : 2
- Tournois des Cinq Nations disputés : 1954